# Казанские известия
Казанские Известия (оригинальное название: Казанскія Извѣстія) — первое периодическое издание в Казани, издавалось в 1811—1820 годах. Стала первой российской газетой, которая начала издаваться вне Петербурга и Москвы.

## История

### Проект Запольского
Идея издания в Казани газеты принадлежала либо директору Казанского университета И. Ф. Яковкину, либо адъюнкту прикладной математики и физики И. И. Запольскому, представившему директору университета проект казанской газеты.
Подробный проект еженедельного издания под названием «Казанские известия» 20 октября 1808 года был препровожден Яковкиным на «благоусмотрение» и утверждение в Санкт-Петербург. Попечитель Казанского учебного округа С. Я. Румовский не одобрил его.
Тогда Запольский, при помощи содержателя типографии при губернском правлении Д. Н. Зиновьева, обратился со своим предложением к основателю типографии — губернатору Б. А. Мансурову.

Известно всей просвещённой российской публике, что губернский город Казань по столичным городам занимает в числе лучших городов первое место. Она, будучи средоточием Сибирского края, имеет и то ещё важное пред прочими преимущество, что содержит в себе весьма заметные казённые заведения, сверх губернских присутственных мест, как-то: адмиралтейскую контору, комиссариатское провиантное депо, пороховой завод и продажу, удельную экспедицию, университет и гимназию, духовную академию и консисторию и др.
…Следовательно, нет ни малейшего сомнения в том, чтобы и Казань не имела нужды в подобных же ведомостях, под каким названием ни были бы они издаваемы.— Из проекта Запольского
В проекте Запольского исключительной задачей газеты ставилось посредничество «при продажах и покупках», и только в виде дополнения, «дабы сообщить привлекательность» газете, он ввёл в программу печатание метеорологических данных, «логогриф, загадки и басенки».
Запольский рассчитал, какую выгоду может принести это издание университету: при количестве пятисот «пронумерантов» (подписчиков), платящих по два рубля в год, университет мог получать до одной тысячи рублей чистого годового дохода. Относительно организации самой администрации издания он предполагал, что газета под наблюдением университета должна подчиняться особому ответственному «осмотрителю» (редактору), которого, вместо оплаты ему жалования, нужно сделать пайщиком предприятия. В целом, дело рекомендовалось организовать по образцу ведомостей Московского университета, который тогда ещё не отдавал свою газету на откуп, а издавал её сам.
Губернатор поддержал идеи Запольского и препроводил проект в Министерство внутренних дел. Б. А. Мансуровым предлагалось также выпускать газету не только на русском, но и на татарском языке, то есть сделать её первой татарской газетой.
Комитет министров, заслушав 26 мая 1809 года «Записку по предоставлению Казанского гражданского губернатора о дозволении издавать от казанской губернской типографии печатные известия о взаимных нуждах тамошних жителей и казенных мест на российском и азиатском рынках» министра внутренних дел, разрешил издание газеты. Решение Комитета министров «удостоилось высочайшего соизволения» императора Александра I, о чём 5 августа 1809 года министр внутренних дел князь А. Б. Куракин уведомил казанского губернатора.
В 1810 году на газету была объявлена подписка. К концу года насчитывалось всего 35 иногородних и 89 казанских подписчиков.

### Издание Зиновьева
В виду смерти И. И. Запольского, издание газеты было предпринято по частной инициативе публицистом Д. Н. Зиновьевым. Она начала выходить еженедельно с 19 апреля 1811 года и до 16 августа издавалась им в губернской типографии, содержателем которой он являлся. Печаталась она на русском языке (разрешения печатать газету и на татарском языке дано не было).
Содержание первого номера «Казанских Известий» целиком заключалось в объявлениях от «казённых мест» и «партикулярных людей». Вместо передовой статьи был помещён эпиграф: «Я дело самое в листах сих извещаю, читателей моих не ложно обольщаю».
Несмотря на такое крайне скудное поначалу содержание номеров, газета почти сразу подверглась замечанию со стороны Министерства народного просвещения, усмотревшего в новом издании «ошибки не только типографские, но даже против слога и языка».
Д. Н. Зиновьеву, по его собственным словам, в тот период «приходилось трудиться одному без наималейшего пособия других»; в типографии не хватало шрифта, наборщиков и газетной бумаги. Иногородние сотрудники, не зная ещё литературных порядков, доставляли статьи «без подписи фамилий», так что печатать их было невозможно.
14 мая 1811 года министр народного просвещения граф А. К. Разумовский сообщил попечителю Казанского учебного округа С. Я. Румовскому, что

Его императорскому величеству благоугодно, дабы я предписал кому-либо из чиновников Казанского университета обратить на сию газету такое попечение, дабы оная издаваема была впредь исправно и пристойнейшим образом выходила бы в свет.
Таким образом, согласно предписанию министра народного просвещения, на Казанский университет возлагалось «попечение» газеты. «Предварительный просмотр» издания поручался профессору Г. Н. Городчанинову и адъюнкту В. М. Перевощикову.
Последующие выпуски газеты, выходившие раз в неделю, хотя и «извещали» почти то же самое, что и первые, но всё же время от времени стали дополняться небольшими литературными заметками самого редактора-издателя. В газете появилась рубрика «Полезное» со статистическими данными местно-областного характера. В четвёртом номере «Известий» было напечатано заявление редактора о том, что он предлагает премию (золотую медаль в 10 червонцев) тому из казанских помещиков, кто с успехом засеет растущую в Казанской губернии траву щелкунец и выработает из её семян «масло, годное в хозяйстве и врачевстве». В пятом номере была напечатана статейка издателя «Весна», в девятом номере — анекдоты «для приятного препровождения времени», а в одиннадцатом — его же заметка «Нечая о г. Свияжске, описывающая местоположение города и его окрестностей».
Однако, несмотря на университетскую цензуру, помещённый в выпуске № 9 «Анекдот о философе Малербе» вызвал новое замечание Министерства народного просвещения, за его якобы неприличное содержание.
Анекдот представлял собой рассказ о Малербе, помещённый в рубрику «для приятного препровождения времени»:

«Философ Малерб за час до смерти своей привстал с постели и как бы слушал нечто с большим вниманием. Духовник предлагал ему начать исповедь и, описывая богатства будущей жизни, спрашивал его: не предчувствует ли он чего небесного? — Всё земное, отец мой, все ещё земное, и Небесного я ничего не чувствую — отвечал Малерб: — штиль рассказов твоих приближает только конец мой».
Этот анекдот, которому сам Д. Н. Зиновьев не придавал, очевидно, никакого особенного значения, побудил начальство принять против издателя новые репрессивные меры: он был совсем устранён от редакторства.

### Издание Казанского университета

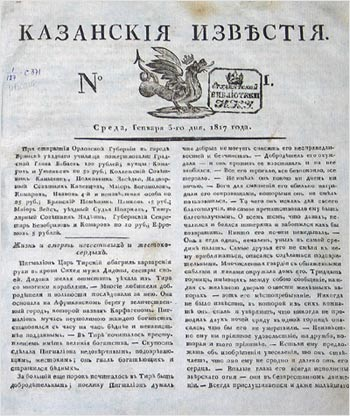
Первая полоса «Казанских известий» за 5 января 1817 года. Символ газеты — Зилант с казанского герба.

22 июня 1811 года министр А. К. Разумовский уведомил попечителя С. Я. Румовского, что император изъявил согласие передать издание газеты в ведение университета.
С выпуска № 19 от 23 августа газета целиком перешла Казанскому университету. При этом был сформировал особый «Комитет для издания „Казанских Известий“».
Выступив с обновлённой и расширенной программой (с исключением из неё, по распоряжению Министерства народного просвещения, отделов правоведения, философии и медицинских известий), газета стала сообщать публике о происходивших в России и в других странах событиях в области науки, общественной и частной жизни, и вместе с тем служила живым отголоском Казанской жизни.
Так, в газете были опубликованы данные о наблюдениях кометы 1811 года, проведённых Н. И. Лобачевским и И. М. Симоновым.
С 1812 года в газете начинает печатать краткие заметки о показаниях барометра и термометра, о направлении и свойствах ветров, о болезнях, господствовавших в Казани, а также и свои наблюдения о прилёте птиц, о появлении бабочек, растительности, профессор К. Ф. Фукс.
С 1815 года газета стала выходить уже два раза в неделю.
С 1816 года в «Казанских известиях» публикуются заметки о Сибирском крае директора Иркутских училищ П. А. Словцова. С 1817 года в ней изданы отрывки труда К. Ф. Фукса «Краткая история города Казани».
В газете также принимали участие: в литературном отделе — профессор по кафедре красноречия, стихотворства и языка российского Г. Н. Городчанинов, один из организаторов первого литературного объединения Поволжья — «Общества любителей отечественной словесности» Н. М. Ибрагимов, преподаватель Казанской духовной академии и университета М. В. Полиновский, выпускник и преподаватель университета М. С. Рыбушкин, и другие; в научном — адъюнкт-профессор истории Казанского университета В. Я. Баженов, директор Пермского училища Н. Г. Попов, директор Томского училища Мензиховский, учитель Тобольской мужской гимназии Е. Лебедев, иркутский писатель и историк И. Т. Калашников, Зиновьев, Лосев и другие.

### Последние годы
К 1820 году, заключительному году издания «Казанских известий», тираж газеты упал — казанских подписчиков было всего 25, а иногородних — 74 (большая часть тиража отправлялась в учебные заведения Казанского округа, хотя «Казанские известия» читали более чем в 20 губерниях).
За последние годы своего существования газета делала даже попытки обсуждения общественных нужд, но, с назначением попечителем Казанского учебного округа М. Л. Магницкого, который счёл «Казанские Известия» «недовольно благовидным» изданием, они полностью прекратили своё существование: в 1821 году газету сменил журнал «Казанский вестник» (вместе с газетой «Приложения к Казанскому вестнику»).
В 1832 году авторами «Казанских Известий» М. С. Рыбушкиным и М. В. Полиновским был основан первый частный журнал Прикамья — «Заволжский Муравей».

## Выпуски
Всего было напечатано 818 выпусков. Список изданий по годам:
| - 1811 — издано 37 номеров - 1812 — издано 52 номера - 1813 — издано 52 номера - 1814 — издано 52 номера - 1815 — издано 104 номера | - 1816 — издано 105 номеров - 1817 — издано 104 номера - 1818 — издано 104 номера - 1819 — издано 104 номера - 1820 — издано 104 номера |

## Редакторы
Редакция газеты:
- c 19 апреля 1811 года — редактор: Д. Н. Зиновьев.
- с 6 сентября 1811 года — редакторы: Г. Н. Городчанинов, В. М. Перевощиков; редакторский комитет: профессора М. И. Герман, К. Ф. Фукс, Ф. Х. Эрдман, К. И. Броннер, адъюнкты Г. Б. Никольский, П. С. Кондырев.
- с 3 апреля 1813 года — редактор: П. С. Кондырев; редакторский комитет: профессора М. И. Герман, К. Ф. Фукс, Ф. Х. Эрдман, К. И. Броннер, адъюнкт Г. Б. Никольский.
- с 10 февраля 1816 года — редакторы: М. А. Юнаков, И. И. Дунаев, В. И. Тимьянский.
- с 19 июня 1817 года — редакторы: И. И. Дунаев, А. И. Лобачевский, Д. П. Самсонов.
- с 12 июля 1819 года — редакторы: И. И. Дунаев, Д. П. Самсонов, И. Е. Срезенский.

## Значение
Газета информировала читателей о важнейших общественно-политических событиях в стране и за рубежом, публиковала обзоры внутренней и внешней политики России, сообщала о состоянии промышленности и торговли в регионе, о просвещении в Казанском учебном округе, об университетской жизни. В газете постоянно публиковались научно-познавательные этнографические, исторические, статистические материалы. Они до сих пор востребованы для изучения Казанского и Сибирского края.
Долгое время считалось, что «Казанские известия» были старейшей российской провинциальной газетой (после Санкт-Петербургских и Московских ведомостей, а также других столичных газет). Хотя М. Н. Петровский сообщал в 1911 году о том, что ещё в 1788 году существовало другое провинциальное еженедельное издание — «Тамбовскія Извѣстія», о них долгое время практически ничего не было известно. Только в 2000-х годах доцентом Российской академии государственной службы при Президенте России Н. Ю. Болотиной в библиотеке Российского государственного архива древних актов был обнаружен годовой комплект из 52 номеров газеты «Тамбовские известия» за 1788 год.
В мае 2011 года в казанском Доме журналистов состоялся круглый стол, приуроченный к юбилейной дате со дня начала издания газеты «Казанские известия», на тему «200 лет казанской прессы», организованный факультетом журналистики и социологии КФУ. В выступлениях его участников подчёркивалось, что газету «Казанские известия» можно считать родоначальником журналистики всего Поволжского региона.